# Cléber Verde
Cleber Verde Cordeiro Mendes (Santa Luzia, 10 de maio de 1972) é um advogado, escritor, professor e político brasileiro filiado ao Movimento Democrático Brasileiro (MDB). Ele é irmão do ex-deputado estadual Júnior Verde. Cléber Verde foi vereador de São Luís (2001–2007).

## Política
Foi eleito vereador em 2000 e reeleito em 2004.
Foi eleito deputado federal em 2006 e reeleito em 2010, 2014, 2018 e 2022.
Foi candidato a prefeito de São Luís em 2008 pelo PRB, não foi para o segundo turno. No segundo turno anunciou apoio ao prefeito eleito João Castelo (PSDB).
Em 17 de abril de 2016, votou a favor do processo de impeachment de Dilma Rousseff. Posteriormente, votou a favor da PEC do Teto dos Gastos Públicos. Em abril de 2017 foi favorável à Reforma Trabalhista. Em agosto de 2017 votou contra o processo em que se pedia abertura de investigação do então Presidente Michel Temer, ajudando a arquivar a denúncia do Ministério Público Federal.